# Guns of Mercy
Guns of Mercy est un jeu vidéo de type run and gun développé et édité par Storybird, sorti en 2017 sur iOS et Android.
En 2020, le jeu est réédité sur Nintendo Switch par PixelHeart sous l'appellation Guns of Mercy: Rangers Edition. 

## Système de jeu
Chaque niveau est composé d'un écran présentant une salle en vue latérale. Le joueur contrôle un soldat qui doit tuer un certain nombre de monstres pour accéder au niveau suivant. Deux boutons virtuels servent à se déplacer et une molette virtuelle sert à viser.

## Accueil
- Canard PC : 8/10[1]
- TouchArcade : 4/5[2]